# Larry Lee
Lawrence H. Lee, Jr. znany jako Larry Lee (ur. 7 marca 1943, zm. 30 października 2007) – amerykański gitarzysta znany ze swojej współpracy z Jimi Hendrixem oraz Alem Greenem. Wraz z zespołem Hendrixa Gypsy Sun and Rainbows wystąpił na festiwalu Woodstock 18 sierpnia 1969, gdzie grał na gitarze rytmicznej. Uczestnik wojny w Wietnamie.